# Barrio Vista Hermosa
Barrio Vista Hermosa är en ort i Mexiko.   Den ligger i kommunen Santiago Juxtlahuaca och delstaten Oaxaca, i den sydöstra delen av landet, 270 km söder om huvudstaden Mexico City. Barrio Vista Hermosa ligger 1 776 meter över havet och antalet invånare är 153.
Terrängen runt Barrio Vista Hermosa är kuperad åt nordost, men åt sydväst är den bergig. Runt Barrio Vista Hermosa är det ganska glesbefolkat, med 32 invånare per kvadratkilometer. Närmaste större samhälle är Santiago Juxtlahuaca, 11,9 km norr om Barrio Vista Hermosa. I omgivningarna runt Barrio Vista Hermosa växer i huvudsak städsegrön lövskog.